# 상고어 위키백과

상고어 위키백과는 상고어로 운영되는 위키백과 언어판이다. 2004년 3월 9일에 시작되었다. 기호는 sg이다.